# 伊予商運
伊予商運株式会社（いよしょううん）は、愛媛県伊予郡松前町に本社を置く一宮グループの運送会社。

## 概要
1909年に設立された。設立時は、大阪商船の代理店として松山市の高浜港で瀬戸内航路の荷客を扱っていた。大阪商船の内航部門が関西汽船として分離したのに伴い、関西汽船グループとなった。一時は来島どっくグループに所属したが、1990年9月から富士ロジテックのグループに入った。1998年からは一宮運輸グループの傘下となっている。
経済成長に伴い、海運から陸運に力を入れるなど時代に合わせ変化し、現在は貨物自動車運送や倉庫、港湾荷役、海運代理店、通関業務などの事業を展開。主な荷主で東レで、運送以外に愛媛工場での構内物流や梱包作業も受託している。1990年からは四国運輸とターミナルの共同使用や共同配送などを開始し、1994年には宇和島自動車運送・三豊運送・四国高速運輸を加えた5社で「五社会」を設立しターミナルの共同使用や共同配送などを行っている。

## 主要事業所

### 本社
- 愛媛県伊予郡松前町北川原1126-7

### 貨物自動車事業部
- 松山支店 
  - 松山営業所 - 愛媛県伊予郡松前町北川原1126-7
  - 松山東営業所 - 愛媛県東温市南方2222-5

### 貨物取扱事業部
- 大阪支店
  - 茨木営業所 - 大阪府茨木市宮島2-5-1 北大阪トラックターミナル内
  - 福岡営業所 - 福岡県福岡市博多区博多駅前3丁目2 住友生命博多ビル11階
- 東京支店
  - 東京営業所 - 東京都中央区日本橋本町3-4-7 新日本橋ビル6階
  - 名古屋営業所 - 愛知県弥富市六條町中切8

### 作業事業部
- 松前支店 - 愛媛県伊予郡松前町北川原塩屋西1126-7　
  - 松前倉庫 - 愛媛県伊予郡松前町北川原846

### 国際物流事業部
- 松山事業所 - 愛媛県松山市大可賀3丁目150番1

## 沿革
- 1909年 - 合名会社高浜商船組設立。
- 1929年 - 高浜商船株式会社設立。
- 1932年 - 今治商船組と合併し、伊予商運株式会社を設立。
- 1949年 - 一般貸切貨物自動車運送事業の免許取得。
- 1953年 - 邦人旅行斡旋業の登録。一般港湾運送業の登録。
- 1956年 - 今治商運株式会社を設立。
- 1962年 - 倉庫営業許可。
- 1964年 - 船内荷役・沿岸荷役事業の免許取得。小型船運航業及び小型船運送取扱業の登録。
- 1966年 - 一般路線貨物自動車運送事業免許取得。
- 1967年 - 福音寺営業所整備工場が自動車分解整備事業の認証を受ける。自動車運送取扱事業の登録。
- 1968年 - 海運仲立業開始を届出。
- 1969年 - 内航運送取扱業許可。
- 1970年 - 伊予商運株式会社（大阪）を設立。
- 1977年 - 産業廃棄物処理業（収集運搬）許可。伊予商運株式会社（大阪）を合併。
- 1978年 - 来島ドックグループに入る。
- 1988年 - 一般廃棄物処理業（収集運搬）許可。
- 1990年 - 四国運輸とターミナルの共同使用・共同配送等を開始。富士ロジテックの傘下に入る。
- 1994年 - 宇和島自動車運送・三豊運送・四国運輸・四国高速運輸と「五社会」を結成し、ターミナルの共同使用・共同配送等を開始。
- 1998年 - 一宮運輸（一宮グループ）の傘下に入る。
- 2000年 - 本社を愛媛国際物流ターミナル2階に移転。
- 2006年 - ダイキから、はと観光株式会社を買収[4]。
- 2009年 - 本社・松前支店・松山支店（陸運）を集約統合し、愛媛県伊予郡松前町の現在地に移転。
- 2016年 - 今治商運株式会社を吸収合併。